# Микаилов, Расул Казбекович
Расул Казбекович Микаилов (20 апреля 1963, Махачкала, Дагестанская АССР, РСФСР, СССР) — член Верховного Совета Российской Федерации (1990—1993). Бывший руководитель информационно-аналитического управления Администрации Президента России. Действительный государственный советник Российской Федерации 3 класса (Указ Президента РФ от 12 июня 1996 года N 885).

## Биография
Родился 20 апреля 1963 года в городе Махачкала Дагестанской АССР в семье учёного-лингвиста Казбека Микаилова.

### Родословная
Дед Расула по материнской линии, Ахмед, был из известного гоцатлинского рода Мирзаевых. Они прямые потомки хунзахских чанка. Сын крупного землевладельца Ахмед, из-за угрозы расправы большевиков над его семьёй, сразу после расстрела старшего брата, тайно вывез младших брата и сестру в Дербент, потом переехал в Махачкалу, а оттуда — в Казань. Ахмед здесь изучил фарси и пушту, татарский и узбекский языки. Также он говорил на родном языке, на кумыкском, и на русском. Здесь он женился на красавице-татарке Раузе.
Затем они переехали в Ташкент. Здесь Ахмед привлёк внимание спецслужб и вскоре поступил в разведшколу, которая готовила разведчиков для работы в восточных странах. После подготовки его забросили в Афганистан. В дальнейшем он стал военным атташе в Афганистане, затем — в Турции, в Чехословакии.

Прадед Ильяс по отцовской линии родом из Ругуджа. Был вахмистром в Дагестанском иррегулярном конном полку . Выйдя в отставку, купил в Нижнем Каранае дом, где и родился дед Микаилов, Шихабудин Ильясович. Дед в юности служил всадником в том же Дагестанском иррегулярном конном полку, после революции перешёл на сторону красных. Стал командиром эскадрона. Участвовал в боях с отрядами Нажмудина Гоцинского от начала и до самого Ведучи. После выхода на пенсию поселился в Буйнакске. Организовал и возглавил первый аварский драмтеатр. Его жена - Мария Фёдоровна Баракова (осетинка - родовое имя Марьям Тотруковна Баракъти) в Москве работала референтом Серго Орджоникидзе, в Буйнакске была назначена директором детского дома. Впоследствии работала заместителем министра образования Дагестанской АССР.

Шихабудин Микаилов учился в докторантуре в Тбилиси. Впоследствии в Тбилиси поступил его средний сын Эльдар Микаилов, дочь Райханат, которую все на художественно-графическом факультете ДГПИ знали как Кисану. Отец Расула, Казбек учился там же в Тбилиси.

В Грузии дед познакомился с выдающимся лингвистом Арнольдом Степановичем Чикобава.

## Образование
Учился в Тбилисском государственном университете. Выпускник Дагестанского госуниверситета им. В.И.Ленина.  Затем переехал в Москву.

## Трудовая деятельность
До 1990 года работал на студии телевидения Государственного комитета Дагестанской АССР по телевидению и радиовещанию в Махачкале. С 1988 года был главным редактором творческого объединения «Пятый угол» и ведущим одноименной общественн-политической программы (одним из редакторов объединения был выпускник МГУ Загир Арухов).

В дальнейшем работал первым вице-президентом Всероссийского общественного фонда поддержки региональных инициатив, являлся членом Координационного Совета Российского общенародного движения (РОД).

В 2007 году возглавил общество с ограниченной ответственностью «С-ГРУПП»

В 2013 году являлся PR-директором ООО «Национальные лотереи».

С 2016 по 2018 год работал руководителем специальной проектной группы Госкорпорации "Росатом", одновременно являясь генеральным директором ООО «Джи Ар Лесная промышленность»..
С 2018 по 2023 год руководил строительством и эксплуатацией промышленных предприятий в Азербайджанской Республике.
В настоящее время живёт и работает в Москве.

## Политическая деятельность
Беспартийный. Член фракции ВС РСФСР "Радикальные демократы".

### Избрание народным депутатом РСФСР
В 1990 году избран народным депутатом РСФСР. В парламенте был членом фракции «Радикальные демократы», участвовал в работе фракций и групп «Демократическая Россия», «Радикальные демократы», «Коалиция реформ». Был членом Совета Национальностей Верховного Совета РФ, член Комитета Верховного Совета РСФСР по средствам массовой информации, связям с общественными организациями, массовыми движениями граждан и изучению общественного мнения. 
6 сентября 1991 года вошёл в состав Временной комиссии для парламентского расследования причин и обстоятельств государственного переворота в СССР.
30 октября 1991 года избран членом комитета Совета Республик Верховного Совета СССР по бюджету и финансам.
6 апреля 1992 года был включён в состав Редакционной комиссии шестого Съезда народных депутатов Российской Федерации по подготовке проекта постановления "О ходе экономической реформы в Российской Федерации".
15 февраля 1993 года в составе Депутатской группы Верховного Совета Российской Федерации по сотрудничеству с Парламентом Республики Грузия был направлен в Грузию для выяснения причин и обстоятельств начала грузино-абхазского вооружённого конфликта.
С 1990 по 1993 год был автором и ведущим телевизионной программы "Парламентский вестник России" (Телеканал "Россия")
С 1994 по 1997 год работал заместителем начальника Информационно-аналитического Управления Администрации Президента РФ, руководителем Управления информации и пропаганды Администрации Президента РФ.
В 1995-1996 гг. был автором и ведущим телевизионной программы "Москва. Кремль" (1 канал - ОРТ).
На выборах Президента РФ в 1991 году был доверенным лицом кандидата в Президенты РФ Б.Н.Ельцина.
На выборах Президента РФ  в 1996 году в предвыборном штабе Б.Н.Ельцина руководил общественными связями и взаимодействием со СМИ.

## Участие в политических процессах страны

### События августа 1991 года
В августе 1991 года Расул Микаилов принимал участие в защите Белого дома. Награждён медалью "Защитнику Свободной России".
Был включён в комиссию Съезда народных депутатов РСФСР по расследованию причин государственного переворота.
Вместе с Магомедом Толбоевым они, вернувшись после путча в Махачкалу, пытались добиться отстранения от должности тех руководителей, которые активно поддержали путч, чем вызвали резкое недовольство руководства республики и депутатов Верховного Совета.
Расул возглавлял депутатское расследованние действий республиканских и федеральных СМИ в период государственного переворота 1991 года.

### События октября 1993 года
На 10-м Чрезвычайном съезде народных депутатов РФ вместе с депутатом Сергеем Носовцом категорически выступил против импичмента президента Б.Н.Ельцина.

## Личная жизнь
Расул Микаилов женат на Фаине Арифовне. Женился, будучи студентом пятого курса ДГУ.
Имеет троих детей (от старшего к младшему): Камилла Магеррамова, Ахмед Микаилов и Марин Микаилова. Есть внуки.